# Vårdslöshet med gift eller smittämne
Vårdslöshet med gift eller smittämne, brott enligt svensk lag.
I brottsbalkens 13 kap står:
7 § Om någon framkallar allmän fara för människors liv eller hälsa genom att förgifta eller infektera livsmedel, vatten eller annat, på annat sätt sprida gift eller dylikt eller överföra eller sprida allvarlig sjukdom, dömes för spridande av gift eller smitta till fängelse i högst sex år. Är brottet grovt, döms till fängelse på viss tid, lägst fyra och högst arton år, eller på livstid.
8 § Framkallar någon allmän fara för djur eller växter medelst gift eller genom att överföra eller sprida elakartad sjukdom eller genom att sprida skadedjur eller ogräs eller på annat dylikt sätt, dömes för förgöring till böter eller fängelse i högst två år. Är brottet grovt, skall dömas till fängelse, lägst sex månader och högst sex år.
9 § Begår någon av oaktsamhet en gärning som anges i 7 eller  8 §, skall han dömas för vårdslöshet med gift eller smittämne till böter eller fängelse i högst två år.